# Beux
Beux là một xã trong vùng Grand Est, thuộc tỉnh Moselle, quận Metz-Campagne, tổng Pange. Tọa độ địa lý của xã là 49° 00' vĩ độ bắc, 06° 19' kinh độ đông. Beux nằm trên độ cao trung bình là 250 mét trên mực nước biển, có điểm thấp nhất là 223 mét và điểm cao nhất là 315 mét. Xã có diện tích 5,03 km², dân số vào thời điểm 2004 là 197 người; mật độ dân số là 39,4 người/km².

## Thông tin nhân khẩu
| 1962 | 1968 | 1975 | 1982 | 1990 | 1999 |
| ---- | ---- | ---- | ---- | ---- | ---- |
| 86   | 119  | 142  | 193  | 207  | 212  |